# Carcharhinus leiodon
Carcharhinus leiodon — один из видов рода серых акул одноимённого семейства Carcharhinidae отряда кархаринообразных (Carcharhiniformes).
Известны лишь описания особи, пойманной в Аденском заливе у восточного побережья Йемена, а также несколько дополнительных экземпляров, пойманных в Персидском заливе у берегов Кувейта. 
Этот вид достигает 1,2 м, у него коренастое тело зеленоватого оттенка, короткая морда и чёрные кончики плавников. Его можно отличить от аналогичных видов по форме зубов. У Carcharhinus leiodon зубы вертикально стоящие, узкие, с ровными краями.
Об образе жизни этой акулы известно очень мало. Вероятно, она обитает на мелководье и питается мелкими костистыми рыбами. Предположительно это живородящий вид, подобно другим членам семейства Carcharhinidae. Международный союз охраны природы (МСОП) оценил охранный статус этого вид, как «Уязвимый» (VU). Сохранность этого вида остается нестабильной из-за интенсивного промысла и ухудшения условий среды обитания. 

## Таксономия и филогенез
Первый известный экземпляр Carcharhinus leiodon представлял собой неполовозрелого самца длиной 75 см, пойманного в 1902 году и сданного на хранение в Музей естественной истории в Вене. Местом поимки был записан Аденский залив возле "Gischin", название, которое, вероятно, относится к городу Qishn в восточном Йемене. В 1985 году акула была изучена и описана как новый вид новозеландским ихтиологом Джеком Гарриком в техническом отчете для National Oceanic and Atmospheric Administration  (NOAA). Он дал виду название leiodon от греческих слов  λείος  — гладкий и  ὀδούς  — зуб. До 2008 года, пока исследователи не выловили у берегов Кувейта несколько особей, этот вид был известен только по одному экземпляру.
Согласно морфологическим особенностям Леонард Компаньо в 1988 году поместил Carcharhinus leiodon в одну группу с короткопёрой серой акулой (Сarcharhinus brevipinna), чернопёрой акулой (Carcharhinus limbatus), Carcharhinus amblyrhynchoides и равнозубой серой акулой (Carcharhinus isodon). На основе анализа ДНК  в 2011 году была обнаружена тесная связь Carcharhinus leiodon с Carcharhinus amblyrhynchoides, чернопёрой акулой и Carcharhinus tilstoni.

## Описание
На первый взгляд Carcharnihus leiodon напоминает мальгашскую ночную акулу (Сarcharhinus  melanopterus). У этого вида крепкое тело с короткой и тупой мордой. Перед большими ноздрями расположены развитые треугольные кожные складки. Маленькие круглые глаза оснащены мигательной мембраной. Рот образует широкую арку, по углам пролегают короткие борозды. Во рту 16 верхних 14—15 нижних зубных рядов по обеим сторонам челюстей, с двумя-тремя мелкими зубами на симфизе челюсти. Зубы узкие, треугольной формы, с острыми вертикальными остриями, края зубов гладкие. Аналогичные зубы в семействе Carcharhinus имеются только у равнозубых и неполовозрелых короткопёрых серых акул. У Carcharhinus leiodon пять пар длинных жаберных щелей.
Довольно длинные и заостренные грудные плавники имеют форму серпа и расположены на уровне между четвертой и пятой жаберной щелью. Первый спинной плавник среднего размера, треугольной формы, с заостренной вершиной, его основание лежит за каудальным краем грудных плавников. Второй спинной плавник небольшой и расположен напротив анального плавника. Гребень между первым и вторым спинными плавниками отсутствует.
Брюшные плавники треугольной формы, крупнее анального плавника, который имеет глубокую выемку на каудальном крае. На хвостовом стебле имеется выемка в виде полумесяца у основания верхней лопасти хвостового плавника. Хвостовой плавник асимметричный, с хорошо развитой нижней и большой верхней лопастями; у кончика верхней лопасти имеется с вентральная выемка. Плакоидные чешуи слегка перекрывают друг друга и несут по три горизонтальных гребня, оканчивающихся 3—5 зубчиками. Окраска варьирует от зеленовато-желтой до зеленовато-серой, иногда с россыпью крошечных тёмных точек. Брюхо белое; белая окраска также заходит на бока. Все плавники имеют чёткую тёмную окантовку. По средней линии от второго спинного плавника до кончика верхней лопасти хвостового плавника проходит тёмная полоса.
Крупнейший зарегистрированный экземпляр имел в длину 1,2 м.

## Ареал
Акулы, принадлежащие к виду Carcharhinus leiodon, были обнаружены только у восточного побережья Йемена и Кувейта, на расстоянии приблизительно 3000 км. Эти два места заметно отличаются друг от друга: глубина Аденского залива близ Йемена составляет более 2,5 км с узким континентальным шельфом и постоянным речным стоком, а глубина в Персидском заливе близ Кувейта не более 40 м, в него стекает пресная вода из Тигра, Евфрата и Каруна. Экземпляры из Кувейта были получены с рыбных рынков; учитывая особенности местного рыболовства можно предположить, что эти акулы населяют мелкие прибрежные воды. Тем не менее, хотя ареал этого вида приурочен как к устьям рек, так и к коралловым рифам, его предпочтения в целом остаются неизвестными.

## Биология и экология
Учитывая сходство с мальгашскими ночными акулами, Carcharhinus leiodon может играть аналогичную экологическую роль в ареале своего обитания. Как известно, эти акулы питаются морскими сомами.  Вероятно, их рацион также включает других мелких костных рыб. Предположительно это живородящий вид. Судя по имеющимся экземплярам, самцы достигают половой зрелости при длине от 0,9 до 1,2 м.

## Взаимодействие с человеком
До нахождения дополнительных образцов в Кувейте, Международный союз охраны природы (МСОП) оценивал статус сохранности Carcharhinus leiodon как «Уязвимый» (VU)на основании ограниченности его ареала и малочисленности популяции. Несмотря на обнаружение второй подгруппы у берегов Кувейта, этот вид, вероятно, всё еще заслуживает оценки статуса «Уязвимый», поскольку фауна прибрежных вод Аравийского полуострова подвергается сильному давлению со стороны рыболовства, кроме того происходит ухудшение условий среды обитания. Акула вида Carcharhinus leiodon попадает в жаберные сети у берегов Кувейта в качестве прилова. Интенсивный промысел также ведётся йеменскими и сомалийскими рыбаками в Аденском заливе. Статус йеменской субпопуляции является неопределенным, поскольку единственный экземпляр этого вида был получен более века назад.